# 카셰르

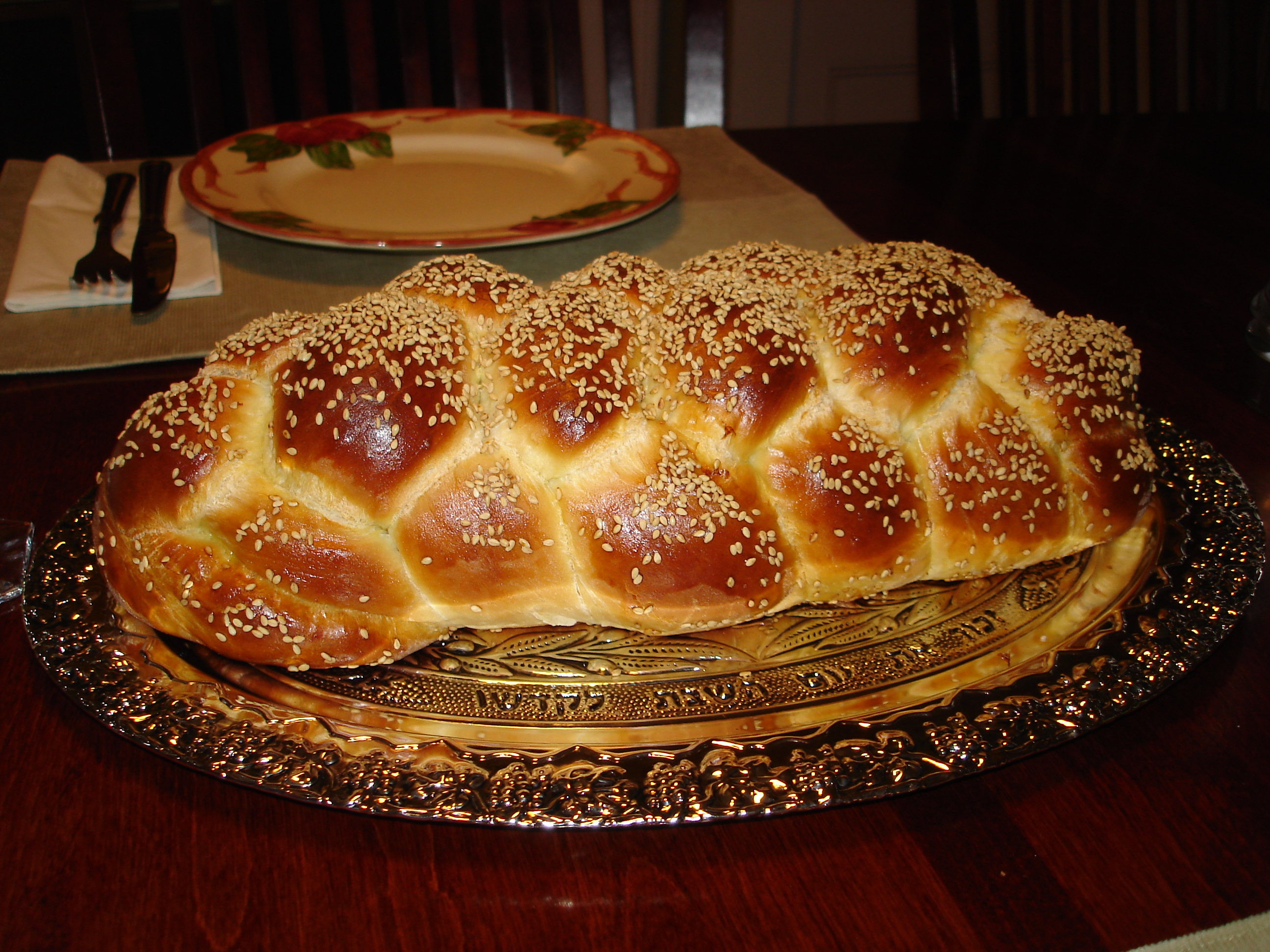
빵

카셰르(히브리어: כָּשֵׁר) 또는 코셔(영어: kosher, 이디시어: כּשר 코셔르) 음식은 유대교의 카슈루트에 맞게 제조된 음식을 가리킨다.

## 같이 보기
- 유대 요리
- 이스라엘 요리